# Harbour Bridge
Le Harbour Bridge (littéralement : le pont du port), ou pont de Sydney, est un pont en arc métallique situé dans la ville de Sydney, en Australie. Il est le principal point de traversée de la baie de Sydney, permettant le passage des trains, automobiles, cyclistes et piétons entre le quartier des affaires et la rive nord de la baie. La vue du pont et de l’opéra, tout proche, est emblématique de la ville et de l’Australie entière. Il a été construit par John Bradfield et fut inauguré en 1932.
Le pont est demeuré la structure la plus haute de la ville jusqu’en 1967 avec 134 mètres au-dessus du niveau de la mer. Selon le Livre Guinness des records, c'est le pont le plus large au monde (48,8 mètres) et ayant la plus haute arche en acier avec le sommet du pont situé à 134 mètres au-dessus des eaux. C'est aussi le sixième plus long pont en arc au monde.

## Situation
Les deux extrémités du pont sont situées d'une part à « Dawes Point », dans le quartier de « The Rocks » au sud et d'autre part à « Milsons Point », dans le quartier de « North Shore » au nord.

## Description
Il dispose de six voies pour le trafic des voitures sur la partie centrale de son tablier, deux voies anciennement pour les tramways mais maintenant pour d'autres voitures et un passage piéton sur la partie est. Ensuite, deux voies de chemin de fer et une voie pour les cyclistes sur la partie ouest, la partie ouest étant plus large de 30,5 centimètres que la partie est.

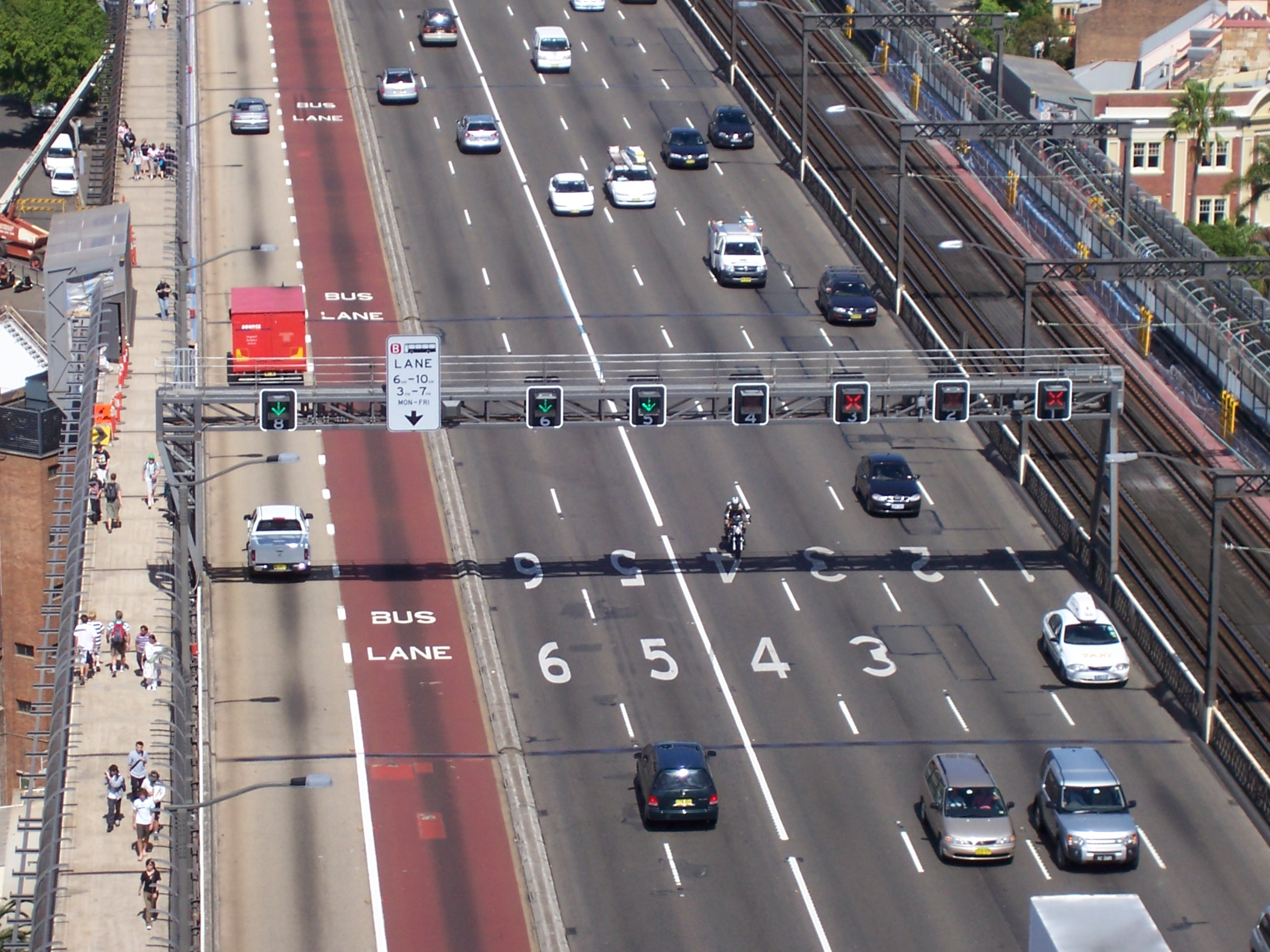
Vue supérieure du tablier.
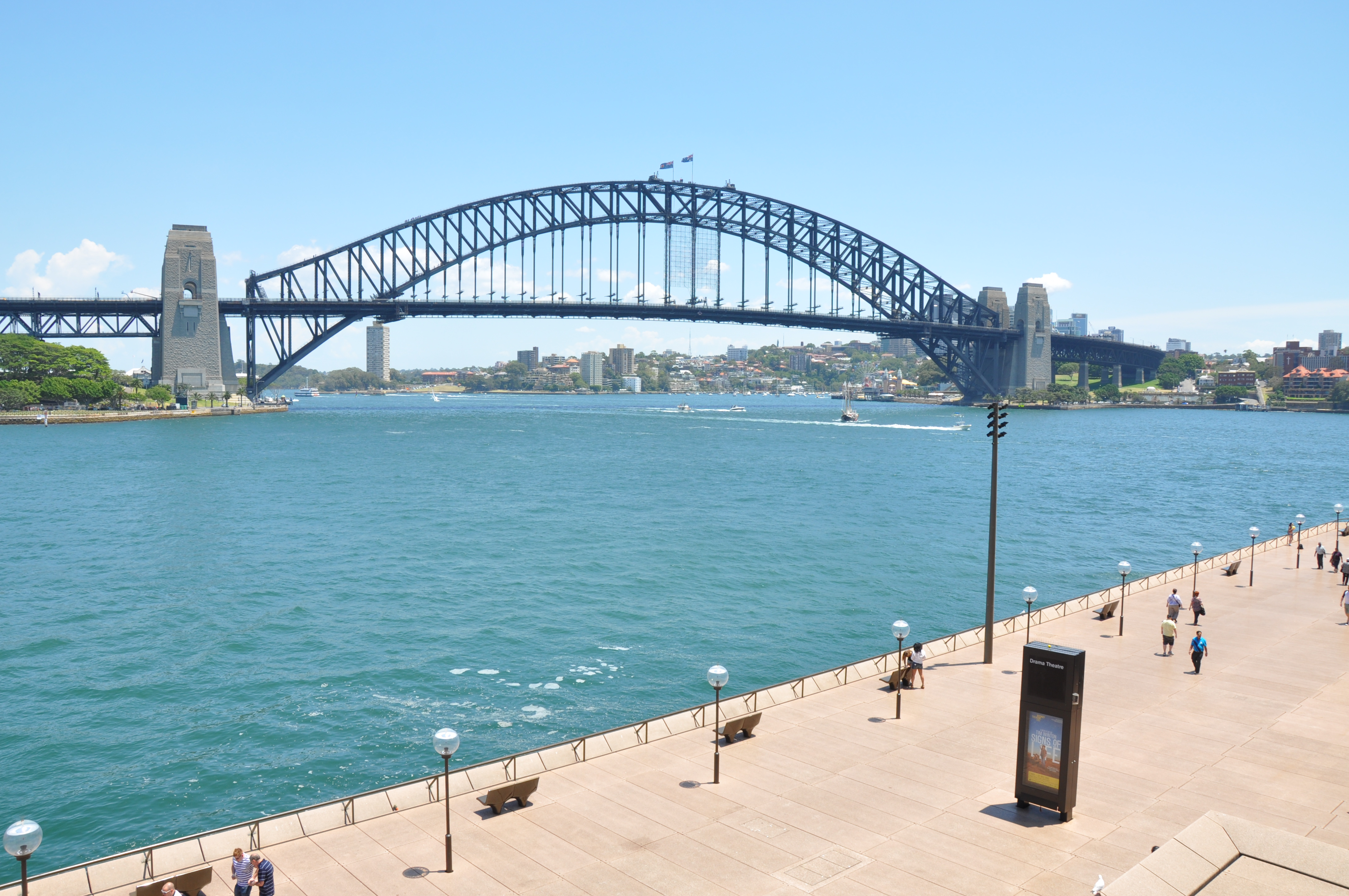
De l'autre côté du port.
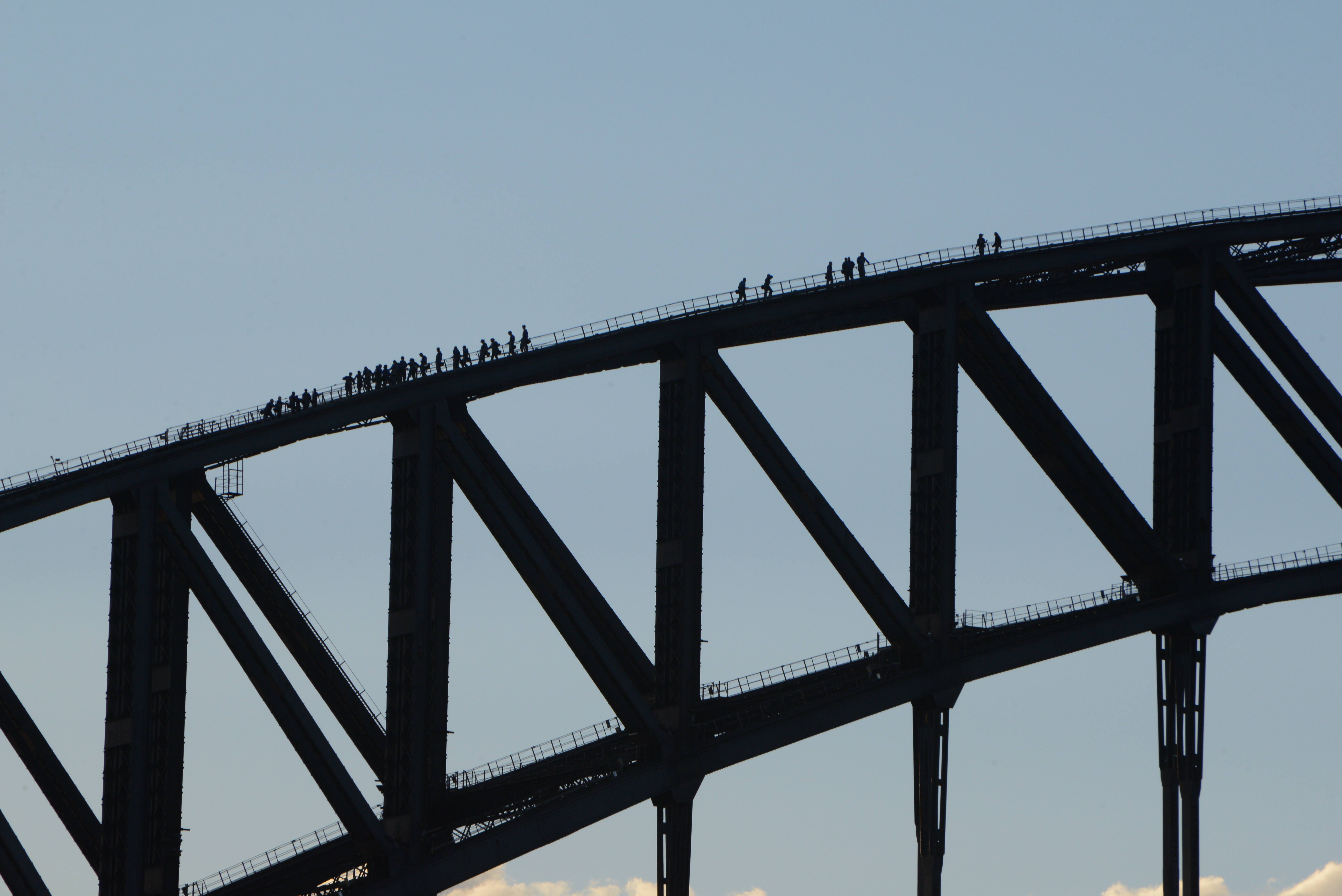
Des personnes traversant Harbour Bridge. Juillet 2018.

La route qui traverse le pont est connue sous le nom de « Bradfield Highway » de Sydney et mesure 2,4 kilomètres de long ce qui en fait une des plus courtes autoroutes australiennes (la plus courte étant la « Chandler Highway » de Brisbane qui emprunte le Story Bridge). Le revêtement pour la partie chaussée est fait de plaques de béton reposant sur des traverses en acier qui reposent elles-mêmes sur des rails en acier de la largeur du pont.
Les arches sont renforcées par 28 paires de poteaux dont la hauteur varie de 18 mètres au centre à 57 mètres à proximité des pylônes.

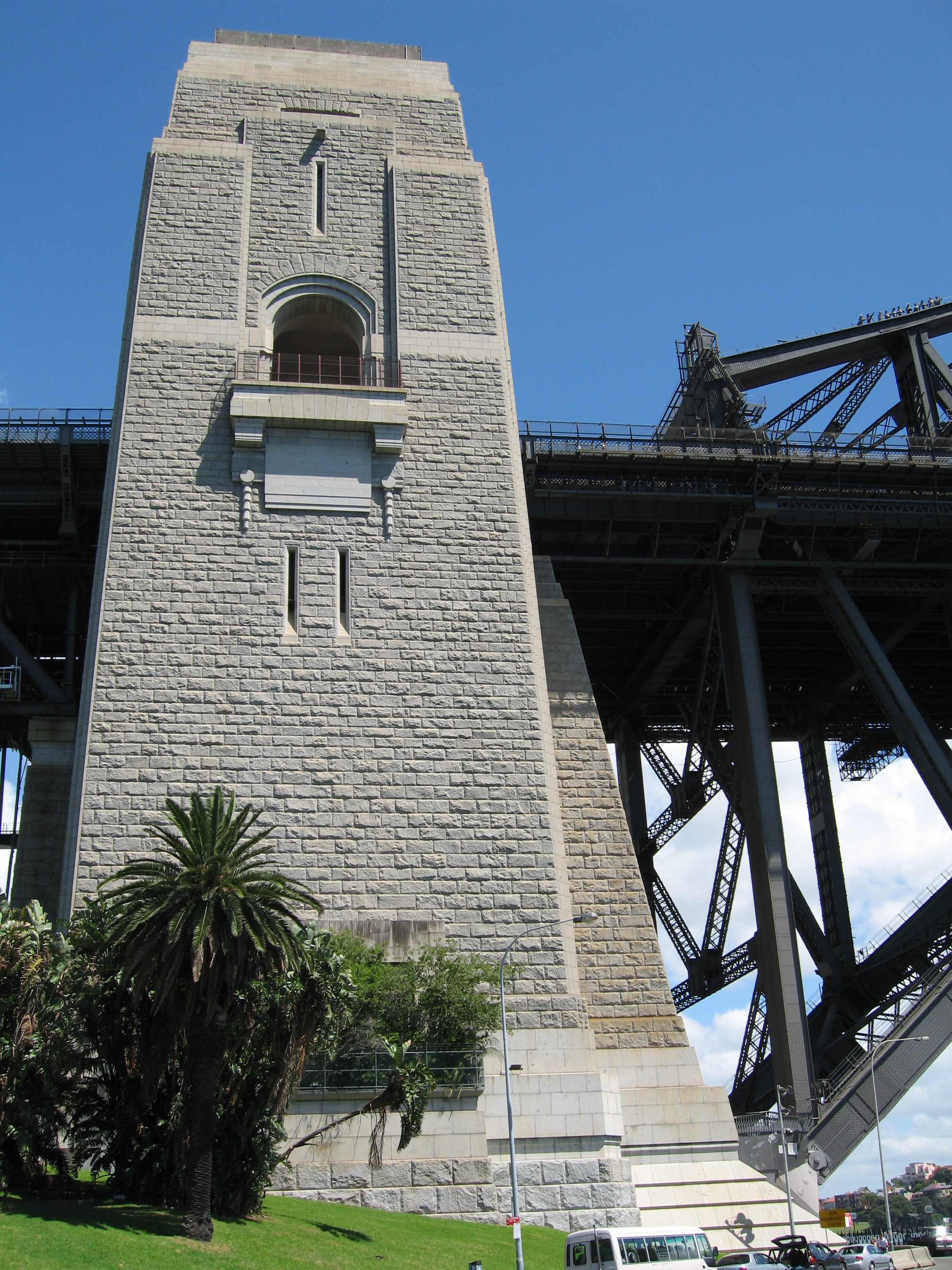
Un des pylônes du pont.

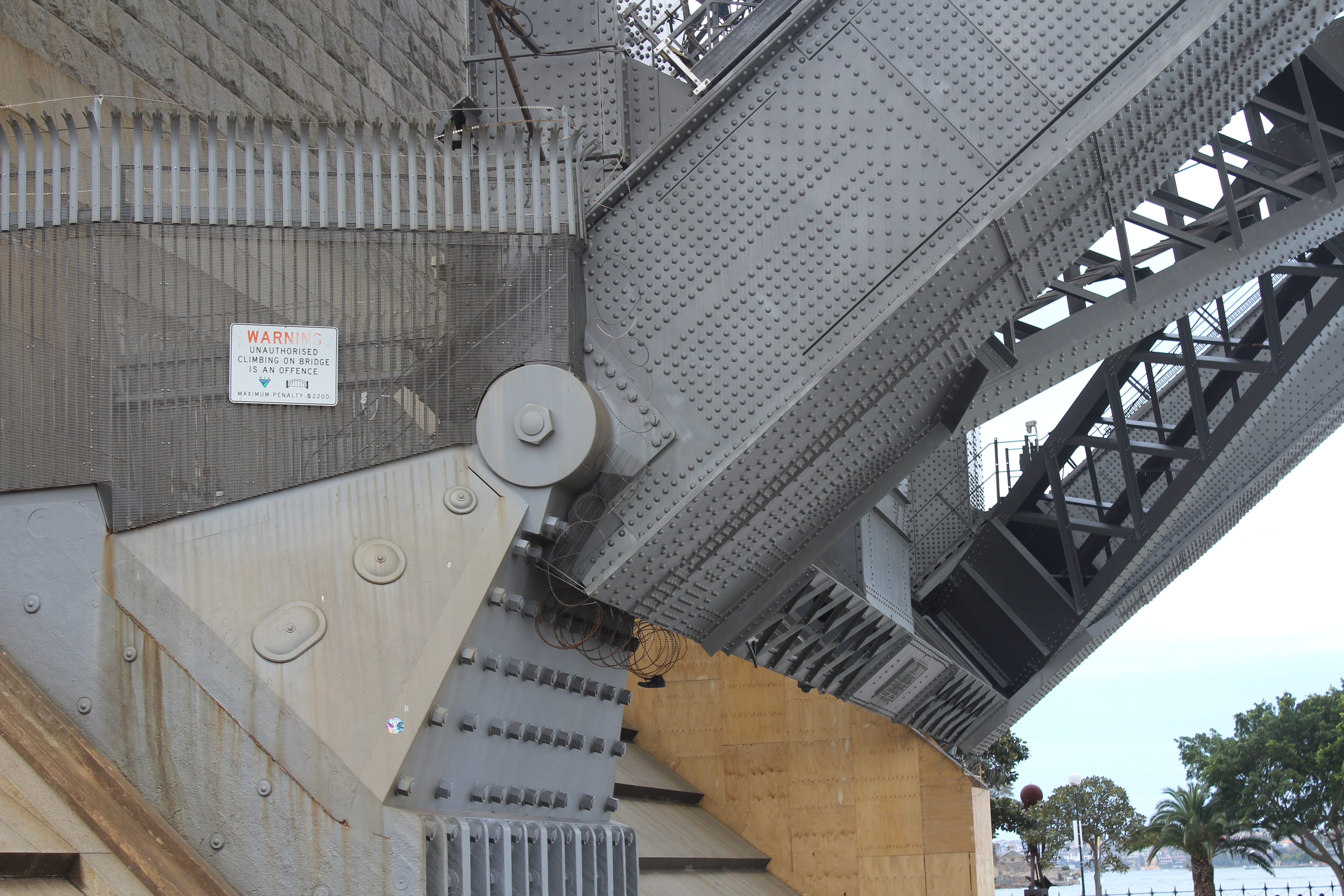
Une charnière du pont.

À chaque extrémité de l'arche centrale se trouve au extrémités du pont sont situées dans la base des pylônes.[Quoi ?] Elles permettent au pont de se dilater ou rétrécir selon les variations de températures. Ces pylônes n'ont pas d'utilité en eux-mêmes et ne servaient qu'à l'équilibre esthétique de l'ouvrage. Il faut savoir qu'à l'heure actuelle ils ont chacun une fonction : le pylône sud-est abrite le musée et un centre pour touristes avec vue sur le port ; le pylône sud-ouest abrite la New South Wales Roads and Trafic Authority (RTA) avec le système de surveillance télévisuel du pont et de ses environs ; les deux pylônes du nord servent de cheminées pour évacuer les fumées du tunnel qui passe sous le port.

## Histoire du pont

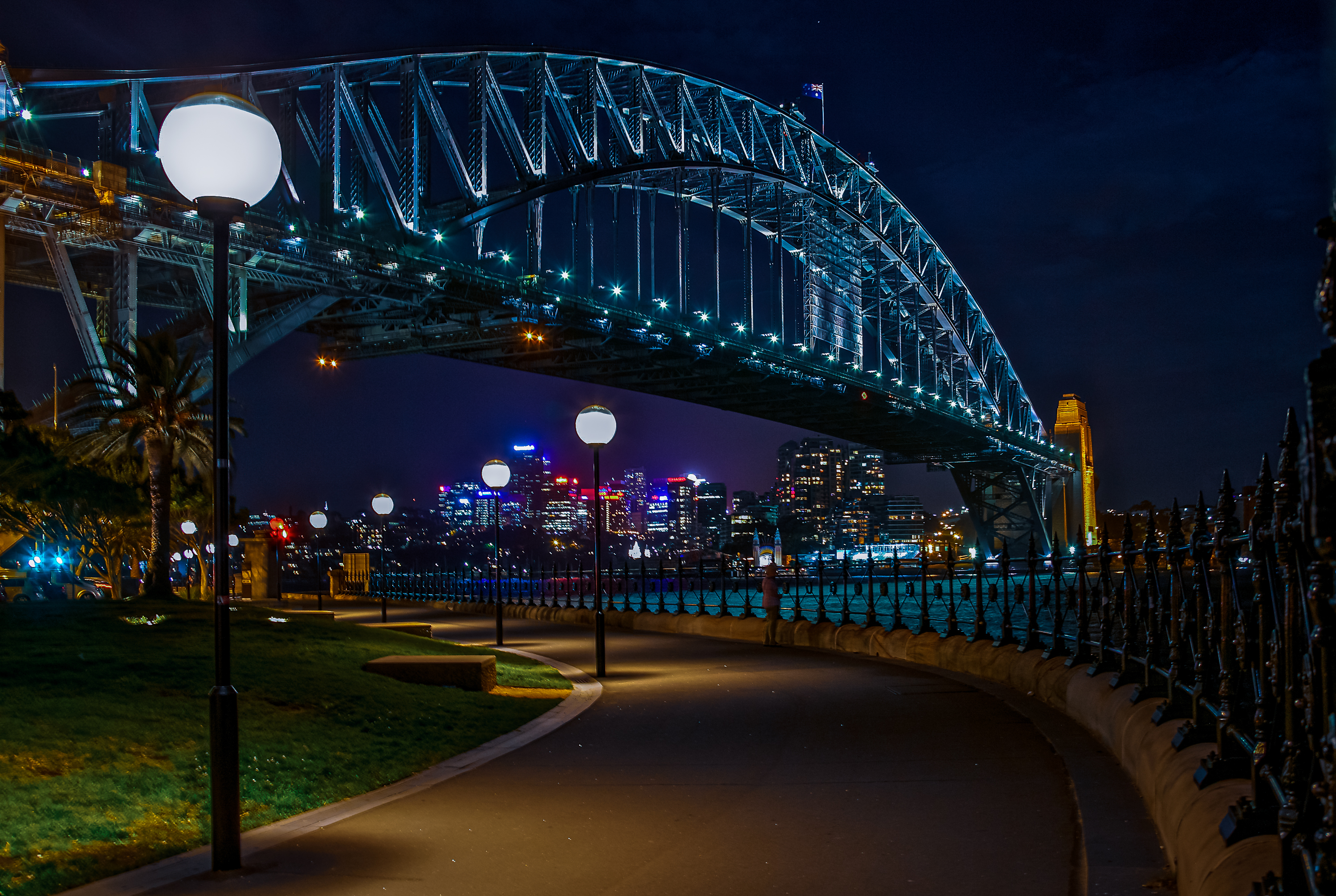
Harbour Bridge de nuit. Février 2013.

On peut considérer que les premiers projets de construction datent du début de 1815, quand Francis Greenway proposa la création d'un pont pour traverser le port, mais cette idée n'aboutit pas.
La décision de bâtir le pont actuel a pris forme en 1890, quand une commission royale estima que le meilleur moyen de diminuer la rotation continue de ferrys pour relier les deux rives du port était d'ériger un pont. Il y avait bien quelques petits ponts qui reliaient les deux rives plus en amont mais ils n'étaient pas assez grands.
Les premiers avant-projets furent demandés en 1900 mais aucun d'entre eux ne fut accepté jusqu'en 1911. En 1912, John Bradfield fut nommé ingénieur en chef du projet de pont mixte (routier et ferroviaire). Après avoir voyagé dans le monde entier pour voir les principaux ponts du monde, il retint les modèles du Hell Gate Bridge à New York ou celui très proche de Tyne Bridge à Newcastle Upon Tyne en Angleterre. Bradfield acheva ses plans en 1916 mais le début de la construction fut reporté à 1922 principalement à cause de la Première Guerre mondiale.
En novembre 1922, le gouvernement de Nouvelle-Galles du Sud vota les lois permettant la construction du pont. Un appel d'offres fut lancé la même année et la firme britannique Dorman Long and Co Ltd , à Middlesbrough l'emporta. Pour calmer les inquiétudes de voir une société non-australienne diriger le projet, Bradfield donna l'assurance que tous les ouvriers construisant le pont seraient, eux, australiens.
C'est un ingénieur français, Georges Imbault, qui fit la proposition à la Dorman Long and Co. Ltd. de Middlesbrough pour le projet final ; Georges Imbault fut envoyé à Sydney pour le présenter au nom de la Dorman. Comme un ingénieur étranger ne pouvait prendre la direction du projet, Georges Imbault fut associé à l'ingénieur anglais Ralph Freeman, associé principal de Douglas Fox & Partners ; c'est néanmoins le premier qui fut chargé par la Dorman de réaliser l'étude détaillée de conception et d'exécution du pont.
La construction du pont coïncida avec la construction d'un métro, connu sous le nom de « City Circle » ; le pont fut conçu en tenant compte de cet autre équipement en devenir. Au départ le pont devait recevoir une route à six voies au centre, deux voies de chemin de fer et une voie piétonne de chaque côté. Les deux paires de voies ferrées furent reliées par un système symétrique de rampes et de tunnels à la gare souterraine de Wynyard. La voie est était prévue pour relier par chemin de fer la gare de Wynyard aux plages nord de Sydney.
La construction du pont commença en 1923 avec la démolition de 800 maisons. Les propriétaires furent indemnisés mais pas les locataires.
Bradfield dirigea la construction, aidé par trois autres personnes : Laurence Ennis, l'ingénieur en chef de Dorman Long and Co  qui supervisa directement le chantier, Edward Judge, qui fut le responsable des services techniques, et Sir Ralph Freeman, qui fut chargé par sa société de régler les moindres détails.
La cérémonie officielle de la pose de la première pierre eut lieu le 28 juillet 1923. En janvier 1925 débutèrent les premières fondations. En octobre 1925 commença la construction des points d'ancrage et des voies d'accès qui furent achevés en septembre 1928. La construction du pont lui-même fut initiée en décembre 1928 avec l'assemblage de pièces dans les bâtiments attenants au futur pont. La construction de l'arche centrale débuta en 1929 avec une équipe à chaque extrémité du pont qui assemblait les pièces et les stabilisait avec des grues flottantes. La portion sud du pont fut achevée volontairement un mois avant celle du nord pour pouvoir, en cas d'erreurs sur la portion sud, les corriger sur la portion nord.
Pendant les travaux, les deux demi-arches avaient été maintenues en équilibre par de nombreux câbles qui furent détendus très lentement pour pouvoir rapprocher et réunir les deux moitiés, ce qui eut lieu le 19 août 1930.
La route et les voies ferrées furent achevées en 1931. Les lignes électriques et téléphoniques, ainsi que les conduites d'eau, de gaz et d'eaux usées, furent installées la même année. Le 19 janvier 1932, une première locomotive à vapeur traversa le pont à petite vitesse pour tester sa solidité.
Juste avant l'inauguration officielle, le ruban de cérémonie fut coupé par Francis de Groot (en), farouche membre conservateur du groupe paramilitaire The New Guard . Le ruban fut attaché à nouveau hâtivement avant que le pont ne soit inauguré officiellement le 19 mars 1932 par le premier ministre de Nouvelle-Galles du Sud Jack Lang et par le gouverneur Sir Philip Game.
En 2000, alors que les Jeux Olympiques sont organisés par la ville de Sydney, les anneaux olympiques sont accrochés sur le pont pendant toute la durée des Jeux, ce qui est devenu une image importante de la ville tant pour son esthétisme que par la beauté de ces jeux.

Le pont vu de nuit